# うごラジ
うご★ラジは、ラジオカーで静岡県内各所に赴き中継放送する静岡エフエム放送（K-mix）のラジオ番組（ミニ番組）である。
2003年4月にスタート。
2006年10月以降、平日は1日2回リポートを行う。
2009年4月からは火・水・木に縮小。2020年4月からは水・木に縮小。

## 放送時間
現在
2019年4月現在。
- 火 - 木曜 12:20頃（K-mix おひるま協同組合→K-mix Double Eyes内、2013年4月 - ）
- 火 - 木曜 15:20頃（K-mix RADIOKIDS内、2013年4月 - ）

過去
- 12:25頃（K-MIX CARAMEL POCKET内、2013年3月まで）
- 15:15頃（K-MIX 2ストライク1ボール内、2013年3月まで）

## ムーヴィングナヴィゲーター
現在
2019年4月現在。
- 小杉涼花 - 水曜担当（2019年9月までは火・木曜担当、同年10月 - 2020年3月までは火~木担当）
- 藤井ともよ - 木曜担当（2020年4月 - ）

過去
- 杉山藍[2]（2003年4月 - 2005年3月）
- 大場亜沙美[3]・大庭奈々[4]（2005年4月 - 2006年3月）
- 神谷幸恵（2006年4月 - 2006年9月)
- 神谷幸恵・河村由美（2006年10月 - 2009年3月）
- 河村由美（2009年4月 - 2011年3月）
- 河村由美・小幡芙美（2011年4月 - 2013年3月）
- 小幡芙美[5] - 水曜担当
- 天玲美音 - (火曜担当 2019年4月 - 9月）

## 使用車種
- BMW 116i
- トヨタ・プリウス

過去
- トヨタ・エスティマ
- トヨタ・カルディナ
- トヨタ・ポルテ
- マツダ・ベリーサ
- MINI (BMW)
- フィアット・パンダ